# Akodon albiventer
Akodon albiventer е вид бозайник от семейство Мишкови (Muridae). Видът е незастрашен от изчезване.

## Разпространение
Разпространен е в Аржентина, Боливия, Перу и Чили.

## Описание
Теглото им е около 26 g.
Популацията им е стабилна.